# Dohrniphora greeni
Dohrniphora greeni är en tvåvingeart som beskrevs av Ronald Henry Lambert Disney 2005. Dohrniphora greeni ingår i släktet Dohrniphora och familjen puckelflugor. Inga underarter finns listade i Catalogue of Life.